# Anomis erosoides
Anomis erosoides là một loài bướm đêm trong họ Erebidae.